# Stenowithius bayoni bayoni
Stenowithius bayoni bayoni es una subespecie de arácnido del orden Pseudoscorpionida de la familia Withiidae.

## Distribución geográfica
Se encuentra en África Central.